# Jen Rog
Jen Rog was een band uit Volendam van 1972 tot 2006 die tot en met de jaren tachtig singles uitbracht in de genres palingsound en countryrock. Bandleden van het eerste uur waren onder meer Theo van Scherpenseel en Jaap Schilder (De Witte). De band was in zijn bestaan vooral succesvol als coverband. Er waren veel wisselingen, met in 1992 het aantreden van de toen nog vijftienjarige Jaap Kwakman die met De Witte en Jan Dulles in 2002 de formatie 3JS vormde.

## Biografie

### Vanaf 1972
In 1971 formeerden leden van de formaties Alles en Coffin de band Progress. In 1972 wijzigden ze hun naam in Jen Rog (genoemd naar de Volendammer Jan Rog, geboren op 8 april 1878). Ze volgden een muziekstijl die overeenkomsten kende met The Cats, een band die op dat moment zijn hoogtijdagen kende en wordt gezien als de grondlegger van de palingsound. De eerste bezetting van Jen Rog was als volgt:
- Jaap Schilder (De Witte), gitaar en zang
- Theo van Scherpenseel, gitaar, piano, orgel en zang
- Martin Veerman (Poesie), drums en zang
- Peter Berger, bas

In deze jaren hadden ze hun oefenruimte in de muziekstudio van Arnold Mühren van The Cats die daar overdag zelf hun repetities hielden. Ook hun eerste vijf singles waren producties van Mühren, met alleen een plek in de Tipparade voor Devilish Mary (1972), een meerstemmig countryrocklied met een belangrijke rol voor het gitaarspel. De single Koning voetbal stond in het teken van het wereldkampioenschap voetbal van 1974 waarin het Nederlands voetbalelftal de finale bereikte.

### 1975 - 1977
In 1975, na het vertrek van Scherpenseel die verderging als Specs Hildebrand en van Berger, kende Jen Rog de volgende bezetting:
- Jaap Schilder (De Witte), zang en gitaar
- Martin Veerman (Poesie), drums en zang
- Jaap Smit, bas en zang (voorheen Fools)
- Siem Schilder (Polly), gitaar (voorheen Fools)
- Leo Sanders, gitaar, piano, mandoline en zang

Vanaf 1976 bracht de band bij het label Warner vier singles uit, waarvan La belle France (1976) en Sandy (1977) de Tipparade bereikten. In 1977 verliet Sanders de band en werd hij niet vervangen. In 1978 volgde de laatste single bij Warner, Down in Mexico, die de hitparades niet bereikte.

### 1978 - 1991
In 1978 volgden nieuwe wisselingen, waarna de samenstelling als volgt was:
- Jaap Schilder (De Witte), zang en gitaar
- Martin Veerman (Poesie), drums en zang
- Hubert Knuvelder, bas
- Kees Dusink, gitaar

In 1980 bracht de band hun voorlopig laatste single uit, Jimmy's gonna get you bij het label Polydor, die geen hitnotering kende. Hierna bleef het stil tot de band in 1988 twee singles bij Disky uitbracht. De groep trad vooral op als coverband in Noord-Holland.

### 1992 - 2000
Het aantreden van vijftienjarige gitarist Jaap Kwakman gaf Jen Rog in 1992 een nieuwe impuls, met optredens als coverband in geheel Nederland. Ook in de tien jaar die volgden wijzigde de bezetting meermaals. In het najaar van 1995 verliet Veerman Jen Rog. Hij werd vervangen door drummer Matthijs Ament die tot het eind van Jen Rog in januari 2006 bij de band bleef. In de zomer van 1997 stopte zanger-gitarist de Witte bij de groep. Zij werden vervangen door zangeres Mirjam Oud. Ook kreeg Jen Rog een toetsenist: Rob Mostert. Het repertoire werd breder en commerciëler. In 2000 verliet Oud de band. Zij werd vervangen door Claudia de Graaf.

#### Blue Bus
Kwakman, Schilder en Jan Dulles traden vanaf 1997 ook op met de formatie de Blauwe Bus (later Blue Bus), een naam die verwees naar de bus van Jen Rog. De drie formeerden in 2002 de 3JS.

### 2001 - 2006
In 2001 kreeg De Graaf een hoofdrol in Saturday Night Fever. Zij werd vervangen door Ruby van Urk. In 2002 verliet Kwakman Jen Rog. Hij werd vervangen door Bennie Meyer en later door Marc Smit, die tot het eind in de band bleef. In 2003 verlieten bassist Ben Koole en toetsenist Mostert de band, om samen met zangeres Oud de coverband X-Rog op te richten. Zij werden vervangen door Herman Jager (bas) en Bastiaan Peters (keys). Van Urk verliet de band in het voorjaar van 2004 en werd tijdelijk vervangen door Renate Houtman. In 2004 kwam voormalig zangeres De Graaf weer in de band. Zij had ondertussen gezongen in de musicals Miss Saigon en Saturday Night Fever. Deze laatste bezetting van de band bestond uit Matthijs Ament (drums) Dee Graaf (zang), Peters (keyboard), Smit (gitaar) en Jeremy Bruinen (bas). In 2006 viel het doek definitief.

## Discografie
Jen Rog bracht geen elpees uit. Wel verscheen er werk op verzamelalbums met meerdere artiesten.
Zeven nummers van de band bereikten in 2013 de Volendammer Top 1000, een one time-publiekslijst die werd georganiseerd door een aantal Noord-Hollandse radio- en televisiestations.
- 1972: Devilish Mary / Oh the road, Imperial
- 1973: So long ago / Ramblin', Imperial
- 1973: Weilla wailla / One Summerday, Negram
- 1974: Sunday morning / Diggy liggy lo, Negram
- 1974: Koning voetbal / 't was nacht, Negram
- 1976: La belle France / Let me tell you now, Warner
- 1976: Rosalia / Happy street, Warner
- 1977: Sandy / Follow me, Warner
- 1978: Down in Mexico / Happy Stree, Warner
- 1980: Jimmy's gonna get you / Night time, Polydor
- 1988: Angel / Can't get close, Disky
- 1988: Need my love / Here comes Jenny, Disky